# Frans van Merano

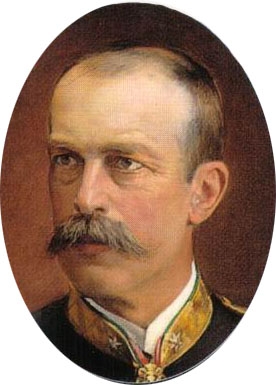
Frans van Merano

Franz Ludwig Johann Baptist Graf von Meran, Freiherr von Brandhofen (Wenen, 11 maart 1839 - Opatija, 27 maart 1891) was een Oostenrijkse graaf.
Hij was het enige kind uit het morganatisch huwelijk van aartshertog Johan van Oostenrijk en Anna Plochl. De titel graaf van Merano verwierf hij in 1845. Van andere Oostenrijkse titels was hij, vanwege het niet ebenbürtige (gelijkwaardige) huwelijk van zijn ouders, uitgesloten. 
Zelf trouwde hij met gravin Theresia van Lamberg, met wie hij zeven kinderen kreeg:
- Anna Maria van Merano (1864-1935)
- Maria Johanna van Merano (1865-1935)
- Johan van Merano (1867-1947)
- Frans Peter van Merano (1868-1949), getrouwd met Marie van Liechtenstein
- Caroline Johanna van Merano (1870-1944)
- Rudolf Johan van Merano (1872-1959)
- Albert Johan van Merano (1874-1928)

De dirigent Nikolaus Harnoncourt is, via zijn moeder die een kleindochter is van Johann, een nazaat van Van Merano.